# Agents of S.H.I.E.L.D. (1.ª temporada)
A primeira temporada de Marvel's Agents of S.H.I.E.L.D., ou simplesmente Agents of S.H.I.E.L.D., é uma série de televisão americana desenvolvida por Joss Whedon, em colaboração com Jed Whedon e Maurissa Tancharoen, com base na organização S.H.I.E.L.D. da Marvel Comics. É produzido pela Marvel Studios e é transmitida no canal ABC, fazendo parte do Universo Marvel Cinematográfico. A série gira em torno do personagem Phil Coulson, interpretado por Clark Gregg, que misteriosamente voltou a vida. O piloto, escrito por Joss Whedon, Jed Whedon e Maurissa Tancharoen, e dirigido por Joss Whedon, foi filmado no início de 2013 e o primeiro episódio foi ao ar em 24 de setembro de 2013. A primeira temporada da série teve 22 episódios.

## Sinopse
Em sequência ao seu papel no campeão das bilheterias Os Vingadores, o agente Phil Coulson retorna para a S.H.I.E.L.D., a organização de execução da lei. Ali, ele monta um pequeno e altamente treinado grupo de agentes para lidar com o estranho e o desconhecido, em casos que ainda não foram classificados. O time é formado pelo focado agente Grant Ward, um especialista em combate e espionagem; a agente Melinda May, uma piloto e perita em artes marciais; o agente Leo Fitz, um cientista brilhante, porém um pouco deslocado socialmente; e a agente Jemma Simmons. Eles serão auxiliados pela nova recruta civil Skye, conhecida por sua especialidade como hacker de computadores. Prepare-se para uma aventura épica que destaca a esperança e o milagre que é o espírito humano. Este é um mundo de super-heróis e alienígenas.

## Elenco Regular
- Clark Gregg como Phil Coulson (22 Episódios)
- Ming-Na Wen como Melinda May (22 Episódios)
- Brett Dalton como Grant Ward (22 Episódios)
- Chloe Bennet como Skye (22 Episódios)
- Iain De Caestecker como Leo Fitz (22 Episódios)
- Elizabeth Henstridge como Jemma Simmons (22 Episódios)

## Elenco Recorrente
- J. August Richards como Mike Peterson / Deathlok (7 Episódios)
- B.J. Britt como Antoine Triplett (8 Episódios)
- Ruth Negga como Raina (6 Episódios)
- Bill Paxton como John Garret / Clarividente (7 Episódios)
- David Conrad como Ian Quinn (7 Episódios)
- Saffron Burrows como Victoria Hand (4 Episódios)

## Elenco Convidado
- Samuel L. Jackson como Nick Fury (2 Episódios)
- Cobie Smulders como Maria Hill (2 Episódios)
- Maximiliano Hernández como Jasper Sitwell (3 Episódios)
- Jaimie Alexander como Lady Sif (2 Episódios)
- Titus Welliver como Felix Blake (2 Episódios)
- Adrian Pasdar como Glenn Talbot (2 Episódios)
- Dylan Minnette como Donnie Gill (1 Episódio)
- Amy Acker como Audrey Nathan (1 Episódio)
- Cullen Douglas como Edison Po (3 Episódios)
- Robert Baker como Tobias Ford (1 Episódio)
- Ajani Wrighster como Ace Peterson (3 Episódios)
- Peter MacNicol como Elliot Randolph (1 Episódio)
- Elena Satine como Lorelei (2 Episódios)
- Christine Adams como Anne Weaver (2 Episódios)
- Patrick Brennan como Marcus Daniels / Blackout (1 Episódio)
- Ian Hart como Dr. Franklin Hall (1 Episódio)
- Patton Oswalt como Eric, Sam e Billy Koening (3 Episódios)

## Episódios
| N.º na série | N.º na temp. | Título                                                             | Dirigido por    | Escrito por                                    | Exibição original      | Audiência (milhões) |
| --- | ------------ | ------------------------------------------------------------------ | --------------- | ---------------------------------------------- | ---------------------- | ------------------- |
| 1 | 1            | "Pilot" "(Piloto)" (BR)                                            | Joss Whedon     | Joss Whedon, Jed Whedon & Maurissa Tancharoen  | 24 de setembro de 2013 | 12.12               |
| Após a Batalha de Nova York, a existência dos super-heróis e alienígenas não é mais segredo, o que significa que o mundo está tentando lidar com esta nova realidade. O agente Phil Coulson está de volta e de olho em um grupo misterioso chamado “The Rising Tide”. Para encontrar este inimigo desconhecido, ele organiza um pequeno e supersecreto grupo de agentes altamente treinados cuja primeira missão é encontrar um homem comum que ganhou poderes extraordinários, capazes que trazer consequências devastadoras. |              |                                                                    |                 |                                                |                        |                     |
| 2 | 2            | "0-8-4" "(0-8-4)" (BR)                                             | David Straiton  | Maurissa Tancharoen, Jed Whedon & Jeffrey Bell | 1 de outubro de 2013   | 8.66                |
| Skye esta agora integrada na equipe de Coulson, como consultora. Sua próxima missão é no Peru, rastreando um 0-8-4, um código S.H.I.E.L.D. para um objeto de origem desconhecida. Uma vez lá, a equipe rapidamente percebe que o objeto é um pedaço da esquecida tecnologia da Hidra, alimentado por energia do Tesseract. Coulson reúne-se com uma antiga colega e oficial no exército peruano, Camilla Reyes, e traz sua equipe a bordo de seu avião, o ônibus. Reyes trai Coulson para tirar a arma da Hidra para seu governo, assim eles podem derrotar os rebeldes peruanos. Os membros da equipe, juntos, conseguem tiram os homens do Reyes do avião. Quando o avião pousa em uma base da S.H.I.E.L.D., Reyes é levada em custódia. Mais tarde, o diretor Nick Fury repreende Coulson pelos danos ao avião e o avisa do risco de Skye estar lá. |              |                                                                    |                 |                                                |                        |                     |
| 3 | 3            | "The Asset" "(A Carga)" (BR)                                       | Milan Cheylov   | Jed Whedon & Maurissa Tancharoen               | 8 de outubro de 2013   | 7.87                |
| S.H.I.E.L.D. procura por um dos seus cientistas, Dr. Franklin Hall, que foi sequestrado por Ian Quinn, líder da Quinn Worldwide, usando um dispositivo baseado na gravidade. Quinn quer usar a sala para tomar o controle da gravidade através da construção de um gerador de gravitonium gigante. Skye esta indo para Malta com a equipe, voluntária para se infiltrar na mansão de Quinn durante uma festa para que Coulson e Ward possam resgatar Hall. Skye faz Quinn acreditar que ela está traindo a S.H.I.E.L.D. No entanto, Coulson logo descobre que Hall planejou a própria fuga a fim de encontrar o gravitonium junto com o gerador e destruir ambos. Coulson adverte a ele que ao fazer isso acabaria matando milhões. Sua discordância violenta força Coulson a mandar Hall para o gerador, aparentemente ele sofre vaporização, mas desligando a máquina ao mesmo tempo. Coulson ordena que o gravitonium seja colocados sob alta segurança da S.H.I.E.L.D. e fora dos livros; no entanto, S.H.I.E.L.D. não persebe que Hall está de alguma forma vivo dentro do gravitonium. |              |                                                                    |                 |                                                |                        |                     |
| 4 | 4            | "Eye Spy" "(Olho Espião)" (BR)                                     | Roxann Dawson   | Jeffrey Bell                                   | 15 de outubro de 2013  | 7.85                |
| Coulson e sua equipe investigam uma série de roubos de diamante pela antiga protegida de Coulson, Akela Amador, que está sendo chantageada por um manipulador desconhecido usando um explosivo olho cibernético. |              |                                                                    |                 |                                                |                        |                     |
| 5 | 5            | "Girl in the Flower Dress" "(A Garota do Vestido Florido)" (BR)    | Jesse Bochco    | Brent Fletcher                                 | 22 de outubro de 2013  | 7.39                |
| Uma garota ardilosa em um vestido florido pode ter a chave para o mistério que leva Coulson e sua equipe para a Ásia para resgatar um jovem com um poder incomum e perigoso. |              |                                                                    |                 |                                                |                        |                     |
| 6 | 6            | "FZZT" "(FZZT)" (BR)                                               | Vincent Misiano | Paul Zbyszewski                                | 5 de novembro de 2013  | 7.15                |
| Quando surge um corpo flutuante, Coulson e os agentes da S.H.I.E.L.D. devem caçar um assassino ardiloso. |              |                                                                    |                 |                                                |                        |                     |
| 7 | 7            | "The Hub" "(A Central)" (BR)                                       | Bobby Roth      | Rafe Judkins & Lauren LeFranc                  | 12 de novembro de 2013 | 6.67                |
| Segredos perigosos estão sendo mantidos em segredo para o time de Coulson, portanto ele trabalha ao redor do sistema para salvar Ward e Fitz quando esses são enviados para uma missão secreta nível 8 que pode terminar em tragédia. |              |                                                                    |                 |                                                |                        |                     |
| 8 | 8            | "The Well" "(O Poço)" (BR)                                         | Jonathan Frakes | Monica Owusu-Breen                             | 19 de novembro de 2013 | 6.89                |
| Seguindo os eventos de Thor: O Mundo Sombrio, Coulson e os Agentes da S.H.I.E.L.D. recuperam as peças perdidas de um artefato Asgardiano e uma delas ameaça destruir um membro do time. |              |                                                                    |                 |                                                |                        |                     |
| 9 | 9            | "Repairs" "(Reparos)" (BR)                                         | Billy Gierhart  | Maurissa Tancharoen & Jed Whedon               | 26 de novembro de 2013 | 9.69                |
| Coulson e seu time são assombrados por uma misteriosa força que ameaça destruir a todos. |              |                                                                    |                 |                                                |                        |                     |
| 10 | 10           | "The Bridge" "(A Ponte)" (BR)                                      | Holly Dale      | Shalisha Francis                               | 10 de dezembro de 2013 | 6.11                |
| Coulson leva a guerra de volta a Centopeia, ao mesmo tempo em que traz Mike Peterson como reforço. Enquanto se aproximam da verdade, segredos surpreendentes são revelados e uma virada surpreendente ameaça o time. |              |                                                                    |                 |                                                |                        |                     |
| 11 | 11           | "The Magical Place" "(O Lugar Mágico)" (BR)                        | Kevin Hooks     | Paul Zbyszewski & Brent Fletcher               | 7 de janeiro de 2014   | 6.63                |
| Coulson descobre uma informação vital a respeito do mistério da sua morte. No entanto, com a Centopéia em busca de sangue, seu conhecimento pode custar a vida de um dos membros da equipe. |              |                                                                    |                 |                                                |                        |                     |
| 12 | 12           | "Seeds" "(Sementes)" (BR)                                          | Kenneth Fink    | Monica Owusu-Breen & Jed Whedon                | 14 de janeiro de 2014  | 6.37                |
| Coulson e May descobrem novas informações sobre o passado de Skye, enquanto a equipe é arrastada por uma tempestade na base da S.H.I.E.L.D. |              |                                                                    |                 |                                                |                        |                     |
| 13 | 13           | "T.R.A.C.K.S." "(T.R.I.L.H.A.S.)" (BR)                             | Paul Edwards    | Lauren LeFranc & Rafe Judkins                  | 4 de fevereiro de 2014 | 6.62                |
| Perseguindo intensamente os rastros do Clarividente, Coulson e sua equipe embarcam num trem misterioso que parece ter como destino a morte certa. OBS: É nesse episódio que temos o cameo de Stan Lee. |              |                                                                    |                 |                                                |                        |                     |
| 14 | 14           | "T.A.H.I.T.I." "(T.A.I.T.I.)" (BR)                                 | Bobby Roth      | Jeffrey Bell                                   | 4 de março de 2014     | 5.46                |
| Coulson toma atitudes para salvar Skye e pede a ajuda do ex-companheiro de Ward das operações especiais, John Garrett. No processo, ele descobre verdades chocantes não apenas sobre a S.H.I.E.L.D., mas também sobre sua própria vida. |              |                                                                    |                 |                                                |                        |                     |
| 15 | 15           | "Yes Men" "(Sim Senhor)" (BR)                                      | John Terlesky   | Shalisha Francis                               | 11 de março de 2014    | 5.99                |
| Quando Coulson e seu time são atacados por Lorelei — uma sedutora perigosa que escapou de Asgard — Lady Sif, do universo de Thor e inimiga de longa data da vilã, chega para tentar salvar a todos. |              |                                                                    |                 |                                                |                        |                     |
| 16 | 16           | "End of the Beginning" "(O Fim do Começo')" (BR)                   | Bobby Roth      | Paul Zbyszewski                                | 1 de abril de 2014     | 5.71                |
| Os agentes Garrett e Triplett estão de volta para ajudar a equipe de Coulson a rastrear o principal inimigo da S.H.I.E.L.D. - o Clarividente. Mas será que Deathlok irá destruir todos eles para proteger a identidade do seu mestre? |              |                                                                    |                 |                                                |                        |                     |
| 17 | 17           | "Turn, Turn, Turn" "(Vira, Vira, Vira, Virou!)" (BR)               | Vincent Misiano | Jed Whedon & Maurissa Tancharoen               | 8 de abril de 2014     | 5.37                |
| Após os eventos de Capitão América 2: O Soldado Invernal, Coulson e sua equipe percebem que não podem confiar em ninguém e descobrem que há um traidor entre eles. |              |                                                                    |                 |                                                |                        |                     |
| 18 | 18           | "Providence" "(Providência)" (BR)                                  | Milan Cheylov   | Brent Fletcher                                 | 15 de abril de 2014    | 5.52                |
| Com o coronel Glenn Talbot em seu encalço, Coulson e o time procuram refúgio no último lugar que alguém poderia procurar, onde eles começam a descobrir os mais perigosos segredos da S.H.I.E.L.D., algo capaz de destruir a todos. |              |                                                                    |                 |                                                |                        |                     |
| 19 | 19           | "The Only Light in the Darkness" "(A Única Luz na Escuridão)" (BR) | Vincent Misiano | Monica Owusu-Breen                             | 22 de abril de 2014    | 6.04                |
| Com seu mundo virado de cabeça para baixo, Coulson corre para salvar a vida de seu único e verdadeiro amor na medida em que o mistério sobre a sua violoncelista começa a ser revelado. |              |                                                                    |                 |                                                |                        |                     |
| 20 | 20           | "Nothing Personal" "(Nada Pessoal)" (BR)                           | Billy Gierhart  | Paul Zbyszewski & DJ Doyle                     | 29 de abril de 2014    | 5.95                |
| Justo quando não há ninguém mais em quem se possa confiar, a agente Maria Hill volta para se unir a Coulson, enquanto a S.H.I.E.L.D. é destruída ao redor deles. |              |                                                                    |                 |                                                |                        |                     |
| 21 | 21           | "Ragtag" "(Gentalha)" (BR)                                         | Roxann Dawson   | Jeffrey Bell                                   | 6 de maio de 2014      | 5.37                |
| A traição de Ward e os chocantes segredos da HYDRA são revelados enquanto a equipe de Coulson entra em uma missão secreta que não deixa ninguém escapar ileso. |              |                                                                    |                 |                                                |                        |                     |
| 22 | 22           | "Beginning of the End" "(O Começo do Fim)" (BR)                    | David Straiton  | Maurissa Tancharoen & Jed Whedon               | 13 de maio de 2014     | 5.45                |
| Segredos sombrios são revelados ao mesmo tempo em que Coulson e seu time colocam tudo em risco para parar Garrett e as forças da HYDRA. |              |                                                                    |                 |                                                |                        |                     |